# 安吉尔·黑斯
拉凱雅·威尔逊 （英語：Raykeea Wilson；1992年7月10日—），更为人所知的是她的艺名安吉尔·黑斯（Angel Haze），是一名美国的饶舌歌手。在2012年，黑斯在互联网上发行了一张单曲《Reservation》之后与環球共和國唱片签下合约，之后又转移到了共和國唱片旗下。在2013年12月31日，她发行了首张专辑《黑金》，里面包含了单曲《Echelon (It's My Way)》和 《战吼》。黑斯发行了许多混音歌曲，包括最近的《Back to the Woods》（2015）。

## 早期生活
拉安·萝丝·威尔逊1992年7月10日出生在密歇根州底特律一个军人家庭。她有非洲和美洲土著血统，她也自学了切罗基语。她在使徒信心会中成长但不再信教。在《卫报》的一次访谈中，她说到：“我们都生活在同一个社区里，相互之间只有10分钟的距离。你不会被允许和超过这个范围之外的人说话，你不被允许佩戴首饰，听音乐，吃某些食物，与他人约会……基本上你不会被允许干每一件事。”然而，她16岁时因为母亲遭受到了一个牧师的威胁而举家搬迁到纽约布鲁克林。她便开始融入到世俗音乐的世界。
2012年，Haze借用阿姆的song of the same name的Classick混音节奏演唱了歌曲《Cleaning Out My Closet》（清空我的衣柜）来讲述了自己童年时被性侵犯的经历。

## 音乐事业

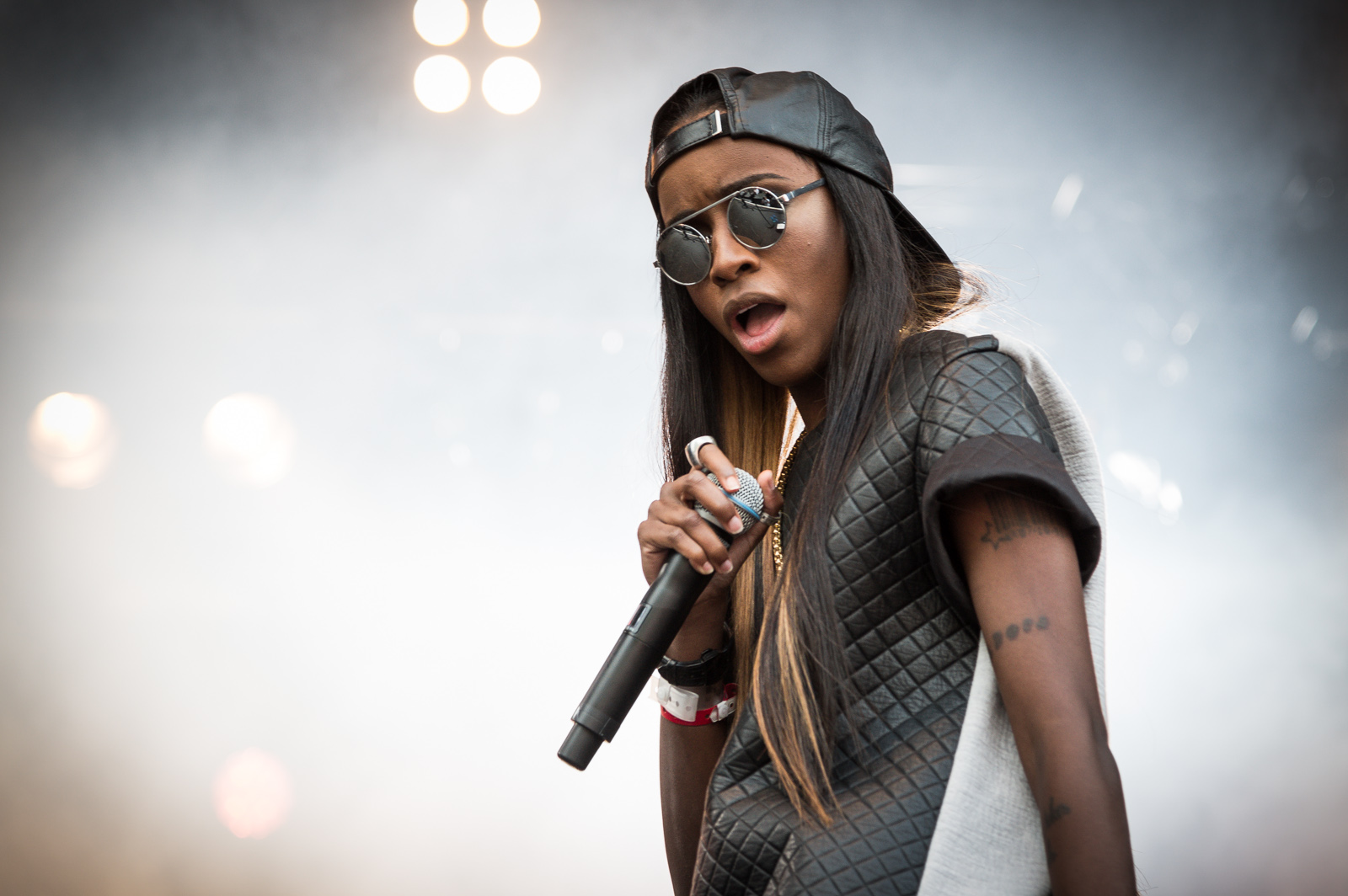
安吉尔·黑斯2013年在Øyafestivalen表演。

从2009年到2012年，黑斯在网络上发行了一系列的免费混音歌曲：New Moon、Altered Ego、King, 和Voice。2012年7月，发行了免费的混音专辑去赢得评论家的称赞，且在Metacritic获得了88/100分。12月9日，英国广播公司宣布黑斯获得了2013年度新声的提名。
在2013年8月28日，安吉尔发行了单曲《Echelon (It's My Way)》作为首张专辑《黑金》的主打歌。原本定在2014年3月发行的整张专辑在2013年12月18日泄露。专辑的发行被提前，通过小岛唱片和共和國唱片于2013年12月30日出现在公众视野。首周的销量不佳在英国卖出857张，在美国也只卖出不到1000张。2015年9月14日，黑斯又发行了专辑《Back to the Woods》，声明这张专辑只是“成为大二学生之前想要分享的一些东西。”

## 个人生活
她是一个泛性恋与性别酷儿。她知道榜样的作用并且说：“我很高兴有一个黑人女性代表同性恋与泛性恋发声，向我一样站在聚光灯下。”在《卫报》的一次访谈中，她谈道：“爱情是没有界限的。如果你能让我感受到，让我笑——这是很难的——但之后我就可以在一起。我不介意你有一个阴道还是雌雄同体。” 黑斯喜欢用单数they作为专有的性别代词，她在接受Buzzfeed的一次采访说：“当我听到人们用‘她’这个词时我就想，他们究竟在说谁，你懂吗？……我对自己抱有这种想法已经有很久了。”
2014年，黑斯暗示了自己与艾尔兰·鲍德温的恋爱关系。鲍德温在Instagram上发布了自己与黑斯的照片，黑斯随后转发照片下说明道：“是啊今天是国际女友日……所以当然。”黑斯认识到这段跨种族的同性爱情的重要性，提到美国媒体喜欢回避谈论她们的感情。

## 其他
黑斯的一个主要的顾虑是代表与自我认知，她发起了一项关于此的运动叫“裸眼”去关注由饮食障碍和性别认同引起的不同的身体畸形恐惧症。

## 音乐作品
- Dirty Gold（《黑金》，2013）

## 影视作品

### 电视
| 年代 | 作品                 | 角色     | 备注         |
| ---- | -------------------- | -------- | ------------ |
| 2015 | Catfish: The TV Show | 协助主持 | 第四季第三集 |

## 奖项与提名
| 年代 | 组织               | 奖项                     | 作品         | 结果 |
| ---- | ------------------ | ------------------------ | ------------ | ---- |
| 2012 | MTV                | 2013新人奖               | -            |      |
| 2012 | BBC                | 2013年度之声             | -            | 第三 |
| 2013 | Popdust            | 2013明日之星             | -            |      |
| 2013 | O Music Awards     | 最佳互联网艺术家         | -            |      |
| 2014 | BET Awards 2014    | 最佳嘻哈女艺人           | -            |      |
| 2014 | MTV 音乐录影带大奖 | 传递社会信息的最佳录影带 | "Battle Cry" |      |
| 2015 | GLAAD Media Awards | 杰出音乐人               | -            |      |